# Tom Brown (acteur)
Pour les articles homonymes, voir Tom Brown et Brown.
Thomas Brown, dit Tom Brown, né le 6 janvier 1913 à New York et mort le 3 juin 1990 à Woodland Hills d'un cancer du poumon, est un acteur américain.
D'abord enfant mannequin puis acteur de cinéma et de télévision.

## Filmographie

### Cinéma

#### Années 1930
- 1930 : Queen High de Fred C. Newmeyer
- 1932 : The Famous Ferguson Case de Lloyd Bacon
- 1932 : Tom Brown of Culver de William Wyler
- 1932 : Hell's Highway de Rowland Brown et John Cromwell
- 1932 : Fast Companions de Kurt Neumann
- 1932 : Hell's Highway de Rowland Brown
- 1933 : Laughter in Hell d'Edward L. Cahn
- 1933 : Destination inconnue (Destination Unknown) de Tay Garnett
- 1933 : Le Signal (Central Airport) de William A. Wellman
- 1933 : La Lune à trois coins (Three Cornered Moon) d'Elliott Nugent
- 1934 : Deux tout seuls (Two Alone) d'Elliott Nugent
- 1934 : This Side of Heaven de William K. Howard
- 1934 : The Witching Hour d'Henry Hathaway
- 1934 : Judge Priest de John Ford
- 1934 : Miss Carrott (Anne of Green Gables) de George Nichols Jr.
- 1934 : Bachelor of Arts de Louis King
- 1935 : Sweepstake Annie de William Nigh
- 1935 : Mary Jane's Pa de William Keighley
- 1935 : Black Sheep d'Allan Dwan
- 1935 : Annapolis Farewell d'Alexander Hall
- 1935 : L'Enfant de la forêt (Freckles) de William Hamilton et Edward Killy
- 1936 : La Petite Dame   de John G. Blystone
- 1936 : And Sudden Death de Charles Barton
- 1936 : I'd Give My Life d'Edwin L. Marin
- 1936 : Rose Bowl (en) de Charles Barton
- 1937 : Sa dernière carte (Her Husband Lies) d'Edward Ludwig
- 1937 : Le Chant du printemps (Maytime) de Robert Z. Leonard
- 1937 : Jim Hanvey, Detective de Phil Rosen
- 1937 : That Man's Here Again de Louis King
- 1937 : The Man Who Cried Wolf de Lewis R. Foster
- 1937 : Les Cadets de la mer (Navy Blue and Gold) de Sam Wood

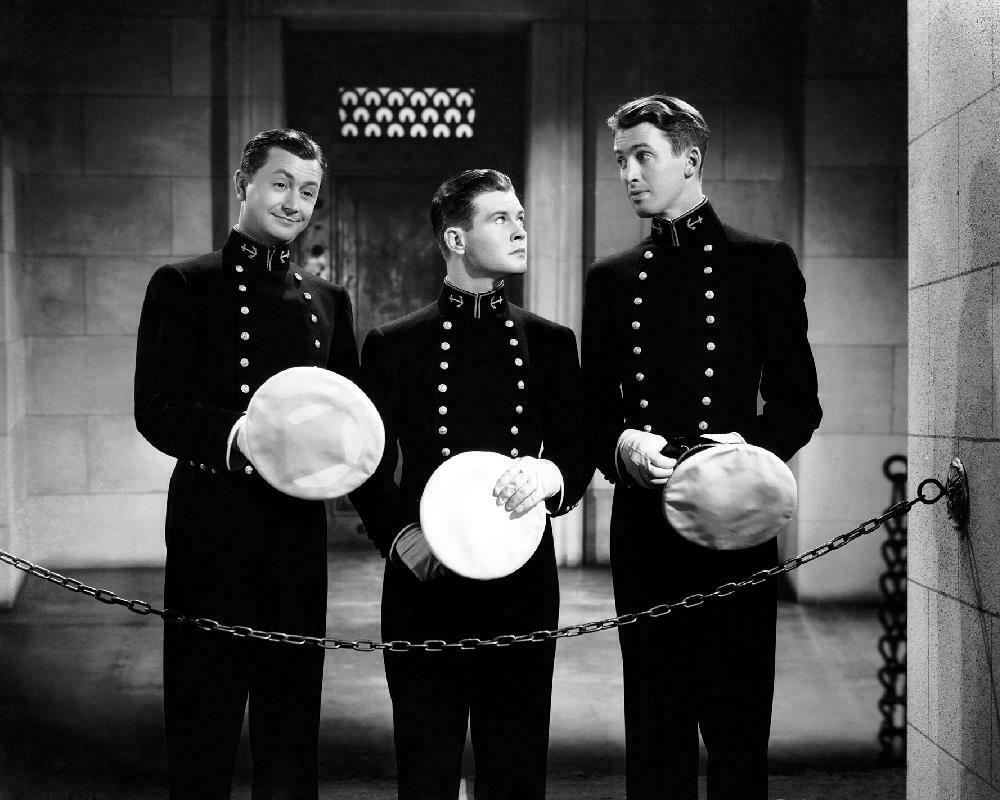
Robert Young, Tom Brown et James Stewart dans une scène du film Les Cadets de la mer.

- 1938 : L'Incendie de Chicago (In Old Chicago) de Henry King
- 1938 : Madame et son clochard (Merrily We Live) de Norman Z. McLeod
- 1938 : Swing That Cheer de Harold D. Schuster
- 1938 : Tempête (The Storm) de Harold Young
- 1938 : The Duke of West Point d'Alfred E. Green
- 1939 : Au service de la loi (Sergeant Madden) de Josef von Sternberg
- 1939 : Big Town Czar d'Arthur Lubin
- 1939 : Ex-Champ de Phil Rosen
- 1939 : These Glamour Girls de S. Sylvan Simon

#### Années 1940
- 1940 : Oh ! Johnny mon amour ! (Oh Johnny, How You Can Love) de Charles Lamont
- 1940 : Ma! He's Making Eyes at Me de Harold D. Schuster
- 1940 : Sandy Is a Lady de Charles Lamont
- 1940 : Margie d'Otis Garrett et Paul Gerard Smith
- 1941 : Hello, Sucker d'Edward F. Cline
- 1941 : Three Sons o' Guns de Benjamin Stoloff
- 1941 : Niagara Falls de Gordon Douglas
- 1942 : Sleepytime Gal d'Albert S. Rogell
- 1942 : Hello, Annapolis de Lew Landers
- 1942 : Let's Get Tough! (en) de Wallace Fox
- 1942 : There's One Born Every Minute de Harold Young
- 1942 : Youth on Parade d'Albert S. Rogell
- 1942 : The Payoff d'Arthur Dreifuss
- 1943 : The Adventures of Smilin' Jack de Lewis D. Collins et Ray Taylor
- 1947 : Deux Nigauds démobilisés (Buck Privates Come Home) de Charles Barton
- 1948 : Slippy McGee d'Albert H. Kelley
- 1949 : Duke of Chicago (en) de George Blair
- 1949 : Ringside de Frank McDonald

#### Années 1950
- 1950 : Operation Haylift de William Berke
- 1956 : I Killed Wild Bill Hickok de Richard Talmadge
- 1956 : Naked Gun d'Edward Drew
- 1957 : The Quiet Gun de William F. Claxton
- 1958 : The Notorious Mr. Monks de Joseph Kane

#### Années 1960
- 1961 : The Choppers de Leigh Jason